# Metesih (Jiwan)
Metesih is een bestuurslaag in het regentschap Madiun van de provincie Oost-Java, Indonesië. Metesih telt 4003 inwoners (volkstelling 2010).